# Austrolimnophila (Austrolimnophila) recens
Austrolimnophila (Austrolimnophila) recens is een tweevleugelige uit de familie steltmuggen (Limoniidae). De soort komt voor in het Afrotropisch gebied.